# Využitelná energie
Využitelná energie je jeden z povinných údajů uváděných na spotřebitelském obalu potravin.
Obecněji jde o maximální možný zisk energie při standardním využití vstupní suroviny.
V energetice pak jde o souhrn (přírodních) zdrojů energie, případně je tento termín užit ve smyslu účinnosti, kdy se jedná o využitelnou energii, která je pomocí dané části dopravena do „“místa spotřeby energie ze zdroje.

## Potraviny
Výňatek ze Směrnice Komise 96/8/ES o potravinách pro nízkoenergetickou výživu ke snižování hmotnosti:
2. Označování dotyčných výrobků obsahuje kromě údajů uvedených v článku 3 směrnice Rady 79/112/EHS tyto povinné údaje:
a) využitelnou energetickou hodnotu vyjádřenou v kJ a kcal a číselně vyjádřený obsah bílkovin, sacharidů a tuků ve specifikovaném množství výrobku připraveného k použití podle navrženého způsobu konzumace;
Využitelná energie z tuků je 9,3 kcal/gram, z cukrů a bílkovin 4,1 kcal/g. Vzhledem k tomu, že jednotkou SI pro energii je kJ (kiloJoule), ale vžitou jednotkou je kcal (kilokalorie), uvádějí se na obalech obě hodnoty.

### Označení „nízkokalorický“
Pod pojmem „výrobek se sníženým obsahem využitelné energie“ se rozumí výrobek, u kterého snížení obsahu využitelné energie představuje nejméně 30% využitelné energie poskytované podobným výrobkem stejné hmotnosti, jehož obsah využitelné energie nebyl snížen.
Speciální potraviny určené ke snižování tělesné hmotnosti, které splňují požadavky stanovené vyhláškou 54/2004 Sb. o potravinách pro zvláštní výživu, mohou mít označení „pro nízkoenergetickou výživu“. Pro celodenní stravu je vyhláškou stanoven:
- obsah využitelné energie u těchto potravin - nejméně 3360 kJ (800 kcal) a nejvýše 5040 kJ (1200 kcal),
- podíl bílkovin na celkové využitelné energii (25 – 50 %);
- podíl tuků na celkové využitelné energii nejvýše 30 %
- obsah vlákniny nejméně 10 g a nejvýše 30 g
- obsah vitaminů a minerálních látek musí odpovídat 100 % stanovených referenčních hodnot.

### Příklady potravin
- Actimel (Danone) – Využitelná energie: 371 kJ/100 g
- Stolní máslo – Využitelná energie: 3150 kJ/100 g

## Energetika

### Využitelná energie v energetice
| Zdroj          | Výroba                                 | Účinnost                                 |
| -------------- | -------------------------------------- | ---------------------------------------- |
| Vodní toky     | Vodní elektrárna                       |                                          |
| Jaderné palivo | Jaderná elektrárna                     |                                          |
| Biomasa        | tepelná elektrárna                     | cca 30%                                  |
| Slunce         | sluneční elektrárna, sluneční kolektor |                                          |
| Vítr           | větrná elektrárna                      | 59% (viz Betzovo pravidlo) efektivně 11% |

### Biomasa
| Druh paliva | Objemová hmotnost sušiny (kg/m3) | Výhřevnost (MJ/kg) |
| ----------- | -------------------------------- | ------------------ |
| Borovice    | 510                              | 13,6               |
| Bříza       | 585                              | 13,5               |
| Buk         | 650                              | 12,5               |
| Dub         | 630                              | 13,2               |
| Jedle       | 430                              | 14,0               |
| Smrk        | 430                              | 13,1               |
| Topol       | 400                              | 12,3               |